# Rimmer Dall
"Il controllo della magia si acquisisce con la pratica; è un'abilità che si deve conquistare. La magia è un dono innato, ma richiede addestramento." (Rimmer Dall)
Rimmer Dall è un personaggio che si trova ne Il ciclo degli Eredi di Shannara di Terry Brooks, sebbene spicchi maggiormente ne I talismani di Shannara.
È il capo degli Ombrati, un gruppo di esseri magici che non si fermano davanti a nulla pur di assimilare e possedere più magia possibile. È anche personaggio di spicco e di influenza all'interno del governo della Federazione: in qualità di Primo Cercatore guida il famigerato reparto che si occupa di eliminare la magia dai territori federati.

## Storia
Rimmer Dall dimostra subito una certa attenzione verso Par e Coll Ohmsford: è sul punto di arrestarli entrambi, grazie all'utilizzo della Canzone Magica, ma i due riescono a scappare. Diverse le peripezie, quelle dei fratelli, finché Par non mette mano alla Spada di Shannara che conferma la vera natura di Rimmer Dall quale ombrato, sebbene lui inizi a sostenere che Par è uno di loro. Da qui lavorerà di cervello per pianificare un modo per possedere Par e quindi per poter arrivare alla magia che possiede farà di tutto pur di averlo, tanto da catturare Coll, ingannarlo e attirarlo ad indossare un particolare mantello magico che sarà in grado di trasformarlo in un Ombrato.
Si comprenderà, quindi, come lo stesso Rimmer Dall sia il mandante delle bestie che a Pietra del Focolare attaccheranno Cogline e Walker Boh; è lo stesso che invia l'assassino Pe Ell ad uccidere Viridiana; e sempre Lui è chi invia i Quattro Cavalieri dell'Apocalisse per eliminare Walker Boh e a mandare Tib Arne per catturare Wren Elessedil.
Delega ogni operazione, poiché la sua primaria necessità è mettere le mani su Par, che prima o poi riuscirà a catturare.
Alla fine del ciclo degli Eredi, però, Rimmer Dall viene sconfitto dall'intero gruppo di Eredi: la magia della Canzone, quella dei Druidi, quella delle Pietre Magiche si riveleranno uno splendido connubio capace così di frantumare il potere di Sentinella del Sud ed estirpare, finalmente, l'agognato male che infesta le Quattro Terre.